# Unité urbaine de Fort-de-France
L'unité urbaine de Fort-de-France est une unité urbaine française centrée sur la commune de Fort-de-France, dans la collectivité territoriale unique de la Martinique.

## Données générales
Dans le zonage réalisé par l'Insee en 1999, l'unité urbaine était composée de quatre communes, ainsi que dans celui réalisé en 2010.
Dans le nouveau zonage réalisé en 2020, elle est composée des quatre mêmes communes.
En 2022, avec 115 501 habitants, elle représente la 2e unité urbaine de la Martinique, après l'unité urbaine du Robert (1er rang). Au niveau national, elle est au 58e rang.
En 2022, sa densité de population s'élève à 909 hab/km2. Par sa superficie, elle ne représente que 11,3 % du territoire mais, par sa population, elle regroupe 31,99 % de la population de la Martinique.

Agglomérations de plus de 100000 habitants en France en 2022.

## Composition 2020 de l'unité urbaine
Elle est composée des quatre communes suivantes :
| Nom                           | Code Insee | Département | Statut       | Superficie (km2) | Population (dernière pop. légale) | Densité (hab./km2) | Modifier                                    |
| ----------------------------- | ---------- | ----------- | ------------ | ---------------- | --------------------------------- | ------------------ | ------------------------------------------- |
| Fort-de-France (ville-centre) | 97209      | Martinique  | ville-centre | 44,21            | 75 165 (2022)                     | 1 700              | modifier les données · modifier les données |
| Case-Pilote                   | 97205      | Martinique  | banlieue     | 18,44            | 4 524 (2022)                      | 245                | modifier les données · modifier les données |
| Saint-Joseph                  | 97224      | Martinique  | banlieue     | 43,29            | 16 470 (2022)                     | 380                | modifier les données · modifier les données |
| Schœlcher                     | 97229      | Martinique  | banlieue     | 21,17            | 19 342 (2022)                     | 914                | modifier les données · modifier les données |

## Évolution démographique
L'évolution démographique ci-dessous concerne l'unité urbaine dans la délimitation de 2020.
| 1967    | 1974    | 1982    | 1990    | 1999    | 2006    | 2011    | 2016    | 2022    |
| ------- | ------- | ------- | ------- | ------- | ------- | ------- | ------- | ------- |
| 122 816 | 126 281 | 131 220 | 137 591 | 134 727 | 133 281 | 128 643 | 121 727 | 115 501 |

#### Données générales
- Unité urbaine en France
- Aire d'attraction d'une ville
- Liste des unités urbaines de France

#### Données démographiques en rapport avec l'unité urbaine de Fort-de-France
- Aire d'attraction de Fort-de-France
- Arrondissement de Fort-de-France

#### Données démographiques en rapport avec la Martinique
- Démographie de la Martinique